# Азербејџанска књижевност
Азербејџанска књижевност (азер. Azərbaycan ədəbiyyatı) односи се на књижевност на азерском језику, који је тренутно званичан језик у Републици Азербејџану и први је језик већине људи у иранској покрајини Ирански Азербејџан. 
Иако већина Азера живи у Ирану, модерна азерска књижевност већином настаје у Азербејџану, где језик има статус званичног. Три писма се користе за писање: латиница, арапско писмо и ћирилица. 
Први примери азерске књижевности потичу из око 1200. године, након монголског освајања и писани су арапским писмом. Неколико великих аутора помогли су, да се развије азербејџанска књижевност између 1300. и 1600. године, такође и песништво. 
Пред крај 19. века, новине су почеле објављивати популарна књижевна дела. Штампање књига азерске књижевности било је забрањено у Персији за време владавине Резе Шах Пахлавија (1925–1941) и у Совјетском Азербејџану за време Стаљина и његовог "Црвенога терора" када је прогоњено на хиљаде азерских писаца, новинара, професора, интелектуалаца и других, а резултирало је променом са азербејџанском абецедом на ћирилицу.
Модерна азербејџанска књижевност настаје искључиво у Азербејџану, иако и даље пуно Азера живи и у суседном Ирану.